# Lars-Johan Jarnheimer
Bert Lars-Johan Jarnheimer, född 27 februari 1960 i Kalmar, är en svensk näringslivsman som bland annat varit VD och koncernchef för Tele2. Han har en ekonomiexamen från Högskolan i Växjö.
Under ett flertal år var han verksam inom H&M och bland annat idégivare till konceptet Galne Gunnar. Senare arbetade han för Sara Hotels.
I april 1992 kom han till Kinnevikkoncernen för att bli VD för nya kanalen ZTV. Inom ett år gick han vidare inom koncernen för att bli vice VD för Comviq. I mitten av 1990-talet spelade Jarnheimer en av rollerna i Comviqs reklamfilmer. Jarnheimer lämnade MTG:s styrelse år 2008.
Från januari 2015 blev han ordförande för Ingka Holding.
Idag är han aktiv i ett flertal styrelser såsom Ingka Holding, SAS, Cdon Group, Egmont Media Group,  Telia, och Arvid Nordquist HAB. Han är VD för Varningsinfo i Sverige AB. 

## Priser och utmärkelser
- 2003 - Årets ledare